# Отога (округ)
Ото́га (англ. Autauga County) — округ в США, штате Алабама. Официально образован в 1818 году. По состоянию на 2020 год, численность населения составляла 58 805 человек. Административный центр округа — Пратвилл.

## География
По данным Бюро переписи США, общая площадь округа — 1560,5 км², из которых 1543,6 км² — суша, а 22 км² или 1,4 % — это водоёмы.

### Смежные округа
|        |        | Чилтон     |
| Даллас | север  | Элмор      |
| Даллас | Отога  | Элмор      |
| Даллас | юг     | Элмор      |
|        | Лаундс | Монтгомери |

## Демография
По данным переписи населения 2020 года, в округе проживало 58 805 человек, в составе 21 397 хозяйств и 15 076 семей. Плотность населения была 38,2 чел. на 1 квадратный километр. Насчитывалось 22 135 жилых домов (2010). Расовый состав населения был 78,5 % белых, 17,7 % чёрных или афроамериканцев, 0,9 % азиатов, 0,4 % коренных жителей, 0,1 % представителей островов Тихого океана и 1,6 % представителей двух или более рас. 2,4 % населения являлись испаноязычными или латиноамериканцами.
Из 20 221 хозяйства 34,9 % воспитывают детей возрастом до 18 лет, 56,2 % супружеских пар живущих вместе, 13,7 % женщин-одиночек, 25,5 % не имели семей. 22 % от общего количества живут самостоятельно, 8 % — лица старше 65 лет, живущие в одиночку. В среднем на каждое хозяйство приходилось 2,68 человека, среднестатистический размер семьи составлял 3,13 человека.
Показатели по возрастным категориям в округе были следующие: 26,8 % жители до 18 лет, 8,5 % от 18 до 24 лет, 27 % от 25 до 44 лет, 25,7 % от 45 до 64 лет, и 12 % старше 65 лет. Средний возраст составлял 37 лет. На каждых 100 женщин приходилось 94,9 мужчины.